# Premio Cura Castillejo
El Premio Cura Castillejo es un galardón que reconoce la labor de las figuras más relevantes en el ámbito del arte sonoro y las músicas experimentales dentro del Estado español. Fue creado en 2008 en el marco del Festival 'Nits d'Aielo i Art', una iniciativa comisariada por Llorenç Barber y Montserrat Palacios que se celebra anualmente en la ciudad de Valencia (España), si bien en 2013 se trasladó excepcionalmente a Madrid.
El premio toma su nombre de la figura pionera del arte sonoro Juan García Castillejo, sacerdote que publicó en 1944 el libro 'La telegrafía rápida, el triteclado y la música eléctrica', "donde pretende unir en uno las nuevas aportaciones de la telegrafía, los teclados de teletipos y máquinas de escribir, y la música eléctrica. En este libro se describe cómo en los años treinta del pasado siglo Castillejo construyó y perfeccionó un 'aparato electrocompositor', dotado de lámparas, transformadores, condensadores, resistencias, unas docenas de altavoces y con varios motores. Pretendía que las perforaciones de la cinta de telegrafía fuesen seleccionadas automáticamente por diferentes motores que hacían reproducir diferentes pistas sonoras grabadas, con el fin de que cada 'libro en cinta perforada' se
convirtiera en un 'libro sonoro'" (Miguel Molina Alarcón, "Ecos del arte sonoro en la vanguardia histórica española (1909-1945)").
El nombre completo de este galardón, originalmente en valenciano, es Premi Cura Castillejo al propondre més foragitat, y sus receptores se han caracterizado por haber desempeñado su labor de creación, reflexión y difusión del arte sonoro más allá de los rígidos marcos institucionales propios de la "música contemporánea".

## Lista de premiados
- Primera edición (2008): Francisco López.[3]

- Segunda edición (2009): Fátima Miranda.[4]

- Tercera edición (2010): Luis Lugán.[5]

- Cuarta edición (2011): Miguel Álvarez-Fernández.[6]

- Quinta edición (2012): Miguel Molina.[7]

- Sexta edición (2013): Colectivo de improvisación IBA.[8]